# جوسی لوپتا
جوسی لوپتا (انگلیسی: Jucie Lupeta؛ زادهٔ ۲۴ مارس ۱۹۹۳) ورزشکار اهل پرتغال است.
از باشگاه‌هایی که در آن بازی کرده‌است می‌توان به ویتوریا ستوبال اشاره کرد.
وی همچنین در تیم ملی فوتبال Portugal U18 بازی کرده است.